# Regering-Bonaparte III

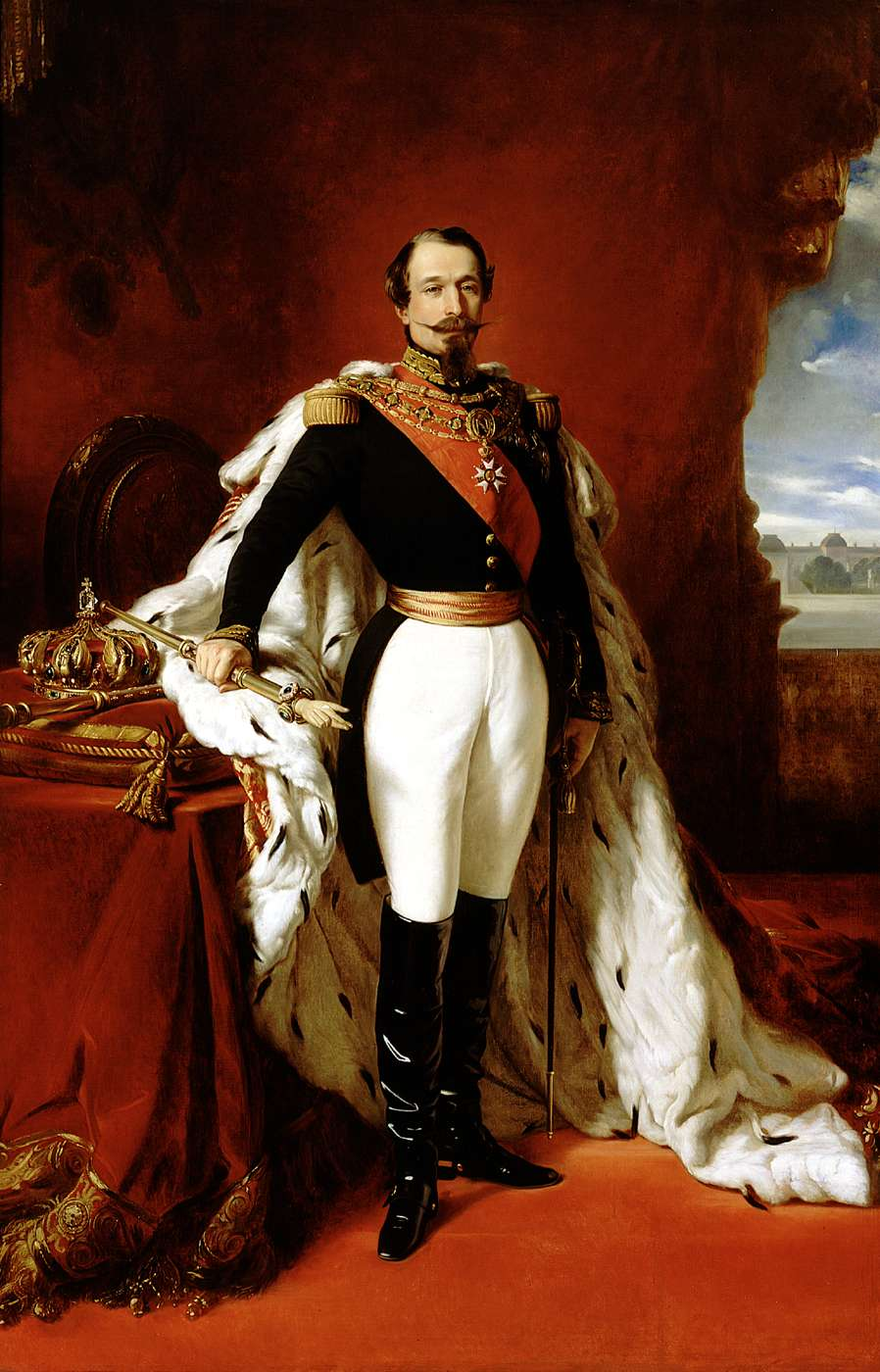
Portret van Napoleon III door Franz Xaver Winterhalter, olieverf op doek, 1855.

De regering-Bonaparte III was de Franse regering van de afkondiging van het Tweede Franse Keizerrijk op 2 december 1852 tot 17 juli 1869. De ministers werden benoemd en ontslagen door keizer Napoleon III. De keizer was de regeringsleider: een eerste minister was er niet. De ministeriële verantwoordelijkheid gold ten aanzien van de keizer en niet ten aanzien van het Wetgevend Lichaam. Bovendien bestond er geen regeringssolidariteit.
Deze regering werd opgevolgd door de Regering-Bonaparte IV.

## Samenstelling
| Ministerie                                          | Van               | Tot               | Minister                                      |
| --------------------------------------------------- | ----------------- | ----------------- | --------------------------------------------- |
| Minister van Staat                                  | 2 december 1852   | 23 november 1860  | Achille Fould                                 |
| Minister van Staat                                  | 23 november 1860  | 23 juni 1863      | Alexandre Colonna-Walewski                    |
| Minister van Staat                                  | 23 juni 1863      | 18 oktober 1863   | Adolphe Billault                              |
| Minister van Staat                                  | 18 oktober 1863   | 17 juli 1869      | Eugène Rouher                                 |
| Minister van Justitie                               | 2 december 1852   | 16 november 1857  | Jacques-Pierre Abbatucci                      |
| Minister van Justitie                               | 16 november 1857  | 5 mei 1859        | Ernest de Royer                               |
| Minister van Justitie                               | 5 mei 1859        | 23 juni 1863      | Claude Delangle                               |
| Minister van Justitie                               | 18 oktober 1863   | 17 juli 1869      | Pierre Jules Baroche                          |
| Minister van Buitenlandse Zaken                     | 2 december 1852   | 8 mei 1855        | Édouard Drouyn de Lhuys                       |
| Minister van Buitenlandse Zaken                     | 8 mei 1855        | 4 januari 1860    | Alexandre Colonna-Walewski                    |
| Minister van Buitenlandse Zaken                     | 4 januari 1860    | 24 januari 1860   | Pierre Jules Baroche (ad interim)             |
| Minister van Buitenlandse Zaken                     | 24 januari 1860   | 15 oktober 1862   | Édouard Thouvenel                             |
| Minister van Buitenlandse Zaken                     | 15 oktober 1862   | 1 september 1866  | Édouard Drouyn de Lhuys                       |
| Minister van Buitenlandse Zaken                     | 1 september 1866  | 2 oktober 1866    | Charles de La Valette (ad interim)            |
| Minister van Buitenlandse Zaken                     | 2 oktober 1866    | 17 december 1868  | Léonel de Moustier                            |
| Minister van Buitenlandse Zaken                     | 17 december 1868  | 17 juli 1869      | Charles de La Valette                         |
| Minister van Binnenlandse Zaken                     | 2 december 1852   | 23 juni 1854      | Victor de Persigny                            |
| Minister van Binnenlandse Zaken                     | 23 juni 1854      | 7 februari 1858   | Adolphe Billault                              |
| Minister van Binnenlandse Zaken                     | 7 februari 1858   | 14 juni 1858      | Charles-Marie-Esprit Espinasse                |
| Minister van Binnenlandse Zaken                     | 14 juni 1858      | 5 mei 1859        | Claude Delangle                               |
| Minister van Binnenlandse Zaken                     | 5 mei 1859        | 1 november 1859   | Ernest Arrighi de Casanova                    |
| Minister van Binnenlandse Zaken                     | 1 november 1859   | 5 december 1860   | Adolphe Billault                              |
| Minister van Binnenlandse Zaken                     | 5 december 1860   | 23 juni 1863      | Victor de Persigny                            |
| Minister van Binnenlandse Zaken                     | 23 juni 1863      | 28 maart 1865     | Paul Boudet                                   |
| Minister van Binnenlandse Zaken                     | 28 maart 1865     | 13 november 1867  | Charles de La Valette                         |
| Minister van Binnenlandse Zaken                     | 13 november 1867  | 17 december 1868  | Ernest Pinard                                 |
| Minister van Binnenlandse Zaken                     | 7 december 1868   | 17 juli 1869      | Adolphe de Forcade Laroquette                 |
| Minister van Schone Kunsten                         | 2 december 1852   | 14 februari 1853  | Victor de Persigny                            |
| Minister van Schone Kunsten                         | 14 februari 1853  | 23 november 1860  | Achille Fould                                 |
| Minister van Schone Kunsten                         | 23 november 1860  | 23 juni 1863      | Alexandre Colonna-Walewski                    |
| Minister van Schone Kunsten                         | 23 juni 1863      | 17 juli 1869      | Jean-Baptiste Philibert Vaillant              |
| Minister van Politie                                | 2 december 1852   | 10 juni 1853      | Charlemagne de Maupas (ministerie afgeschaft) |
| Minister van Financiën                              | 2 december 1852   | 3 februari 1855   | Jean-Martial Bineau                           |
| Minister van Financiën                              | 3 februari 1855   | 26 november 1860  | Pierre Magne                                  |
| Minister van Financiën                              | 26 november 1860  | 14 november 1861  | Adolphe de Forcade Laroquette                 |
| Minister van Financiën                              | 14 november 1861  | 20 januari 1867   | Achille Fould                                 |
| Minister van Financiën                              | 20 januari 1867   | 13 november 1867  | Eugène Rouher                                 |
| Minister van Financiën                              | 13 november 1867  | 17 juli 1869      | Pierre Magne                                  |
| Minister van Oorlog                                 | 2 december 1852   | 11 maart 1854     | Armand Jacques Leroy de Saint-Arnaud          |
| Minister van Oorlog                                 | 11 maart 1854     | 5 mei 1859        | Jean-Baptiste Philibert Vaillant              |
| Minister van Oorlog                                 | 5 mei 1859        | 20 januari 1867   | Jacques Louis Randon                          |
| Minister van Oorlog                                 | 20 januari 1867   | 17 juli 1869      | Adolphe Niel                                  |
| Minister van Marine en Kolonies                     | 2 december 1852   | 27 maart 1855     | Théodore Ducos                                |
| Minister van Marine en Kolonies                     | 27 maart 1855     | 19 april 1855     | Jacques-Pierre Abbatucci (ad interim)         |
| Minister van Marine en Kolonies                     | 19 april 1855     | 24 juni 1858      | Ferdinand-Alphonse Hamelin                    |
| Minister van Marine                                 | 24 juni 1858      | 26 november 1860  | Ferdinand-Alphonse Hamelin                    |
| Minister van Algerije en Kolonies                   | 24 juni 1858      | 7 maart 1859      | prins Napoleon Jozef Karel Paul Bonaparte     |
| Minister van Algerije en Kolonies                   | 7 maart 1859      | 24 maart 1859     | Eugène Rouher (ad interim)                    |
| Minister van Algerije en Kolonies                   | 24 maart 1859     | 24 november 1860  | Prosper de Chasseloup-Laubat (ad interim)     |
| Minister van Marine en Kolonies                     | 26 november 1860  | 20 januari 1867   | Prosper de Chasseloup-Laubat                  |
| Minister van Marine en Kolonies                     | 20 januari 1867   | 17 juli 1869      | Charles Rigault de Genouilly                  |
| Minister van Openbaar Onderwijs en Kerkelijke Zaken | 2 december 1852   | 7 juni 1856       | Hippolyte Fortoul                             |
| Minister van Openbaar Onderwijs en Kerkelijke Zaken | 7 juni 1856       | 13 augustus 1856  | Jean-Baptiste Philibert Vaillant (ad interim) |
| Minister van Openbaar Onderwijs en Kerkelijke Zaken | 13 augustus 1856  | 23 juni 1863      | Gustave Rouland                               |
| Minister van Openbaar Onderwijs en Kerkelijke Zaken | 23 juni 1863      | 17 juli 1869      | Victor Duruy                                  |
| Minister van Openbare Werken                        | 2 december 1852   | 23 juni 1853      | Pierre Magne                                  |
| Minister van Landbouw, Handel en Openbare Werken    | 23 juni 1853      | 2 februari 1855   | Pierre Magne                                  |
| Minister van Landbouw, Handel en Openbare Werken    | 2 februari 1855   | 23 juni 1863      | Eugène Rouher                                 |
| Minister van Landbouw, Handel en Openbare Werken    | 23 juni 1863      | 20 januari 1867   | Armand Béhic                                  |
| Minister van Landbouw, Handel en Openbare Werken    | 20 januari 1867   | 17 december 1868  | Adolphe de Forcade Laroquette                 |
| Minister van Landbouw, Handel en Openbare Werken    | 17 december 1868  | 17 juli 1869      | Edmond Gressier                               |
| Minister van het Keizerlijk Huis                    | 14 december 1852  | 23 november 1860  | Achille Fould                                 |
| Minister van het Keizerlijk Huis                    | 4 december 1860   | 17 juli 1869      | Jean-Baptiste Philibert Vaillant              |
| Minister-voorzitter van de Raad van State           | 30 december 1852  | 23 juni 1863      | Pierre Jules Baroche                          |
| Minister-voorzitter van de Raad van State           | 23 juni 1863      | 18 oktober 1863   | Eugène Rouher                                 |
| Minister-voorzitter van de Raad van State           | 18 oktober 1863   | 28 september 1864 | Gustave Rouland                               |
| Minister-voorzitter van de Raad van State           | 28 september 1864 | 17 juli 1869      | Adolphe Vuitry                                |
| Zonder portefeuille                                 | 26 november 1860  | 30 maart 1863     | Pierre Magne                                  |
| Zonder portefeuille                                 | 3 december 1860   | 23 juni 1863      | Pierre Jules Baroche                          |
| Zonder portefeuille                                 | 5 december 1860   | 13 oktober 1863   | Adolphe Billault                              |